# Kanovaren op de Olympische Zomerspelen 1948
Kanovaren is een van de sporten die beoefend werden tijdens de Olympische Zomerspelen 1948 in Londen.

## Heren

### kajak

#### K1 1000 m
| rang   | sporter                 | land | tijd   |
| ------ | ----------------------- | ---- | ------ |
| Goud   | Gert Fredriksson        | SWE  | 4:33.2 |
| Zilver | Johan Kobberup          | DEN  | 4:39.9 |
| Brons  | Henri Eberhardt         | FRA  | 4:41.4 |
| 4      | Hans Martin Gulbrandsen | NOR  | 4:41.7 |
| 5      | Wim van der Kroft       | NED  | 4:43.5 |
| 6      | Harry Åkerfelt          | FIN  | 4:44.2 |
| 7      | Lubomír Vambera         | TCH  | 4:44.3 |
| 8      | Walter Piemann          | AUT  | 4:50.3 |

#### K2 1000 m
| rang   | sporters                         | land | tijd   |
| ------ | -------------------------------- | ---- | ------ |
| Goud   | Hans Berglund Lennart Klingström | SWE  | 4:07.3 |
| Zilver | Ejvind Hansen Jakob Jensen       | DEN  | 4:07.5 |
| Brons  | Thor Axelsson Nils Björklöf      | FIN  | 4:08.7 |
| 4      | Ivar Mathisen Knut Østbye        | NOR  | 4:09.1 |
| 5      | Otto Kroutil Miloš Pech          | TCH  | 4:09.8 |
| 6      | Cees Gravesteyn Wim Pool         | NED  | 4:15.8 |
| 7      | Gerald Covey Henry Harper        | CAN  | 4:56.8 |
| —      | János Toldi Gyula Andrási        | HUN  | DQ     |

#### K1 10.000 m
| rang   | sporter          | land | tijd    |
| ------ | ---------------- | ---- | ------- |
| Goud   | Gert Fredriksson | SWE  | 50:47.7 |
| Zilver | Kurt Wires       | FIN  | 51:18.2 |
| Brons  | Eivind Skabo     | NOR  | 51:35.4 |
| 4      | Knud Ditlevsen   | DEN  | 51:54.2 |
| 5      | Henri Eberhardt  | FRA  | 52:09.0 |
| 6      | Jochem Bobeldijk | NED  | 52:13.2 |
| 7      | Czesław Sobieraj | POL  | 52:51.0 |
| 8      | Alfred Corbiaux  | BEL  | 53:23.5 |

#### K2 10.000 m
| rang   | sporters                          | land | tijd    |
| ------ | --------------------------------- | ---- | ------- |
| Goud   | Gunnar Åkerlund Hans Wetterström  | SWE  | 46:09.4 |
| Zilver | Ivar Mathisen Knut Østbye         | NOR  | 46:44.8 |
| Brons  | Thor Axelsson Nils Björklöf       | FIN  | 46:46.2 |
| 4      | Alfred Christensen Finn Rasmussen | DEN  | 47:17.5 |
| 5      | Gyula Andrási János Urányi        | HUN  | 47:33.1 |
| 6      | Cornelis Koch Harry Stroo         | NED  | 47:35.6 |
| 7      | Ludvík Klíma Oldřich Lomecký      | TCH  | 48:14.9 |
| 8      | Hilaire Deprez Jozef Massy        | BEL  | 48:23.1 |

### kano

#### C1 1000 m
| rang   | sporter           | land | tijd   |
| ------ | ----------------- | ---- | ------ |
| Goud   | Josef Holeček     | TCH  | 5:42.0 |
| Zilver | Douglas Bennett   | CAN  | 5:53.3 |
| Brons  | Robert Boutigny   | FRA  | 5:55.9 |
| 4      | Ingemar Andersson | SWE  | 6:06.0 |
| 5      | Frank Havens      | USA  | 6:14.3 |
| 6      | Henry Maidment    | GBR  | 6:37.0 |

#### C2 1000 m
| rang   | sporters                           | land | tijd   |
| ------ | ---------------------------------- | ---- | ------ |
| Goud   | Jan Brzák-Felix Bohumil Kudrna     | TCH  | 5:07.1 |
| Zilver | Steve Lysak Steve Macknowski       | USA  | 5:08.2 |
| Brons  | Georges Dransart Georges Gandil    | FRA  | 5:15.2 |
| 4      | Douglas Bennett Harold Poulton     | CAN  | 5:20.7 |
| 5      | Karl Molnar Viktor Salmhofer       | AUT  | 5:37.3 |
| 6      | Gunnar Johansson Verner Wettersten | SWE  | 5:44.9 |
| 7      | John Symons Hugh van Zwanenberg    | GBR  | 5:50.8 |
| —      | Hubert Coomans Jean Dubois         | BEL  | DNF    |

#### C1 10.000 m
| rang   | sporter           | land | tijd      |
| ------ | ----------------- | ---- | --------- |
| Goud   | František Čapek   | TCH  | 1:02:05.2 |
| Zilver | Frank Havens      | USA  | 1:02:40.4 |
| Brons  | Norman Lane       | CAN  | 1:04:35.3 |
| 4      | Raymond Argentin  | FRA  | 1:06:44.4 |
| 5      | Ingemar Andersson | SWE  | 1:07.27.1 |

#### C2 10.000 m
| rang   | sporters                           | land | tijd      |
| ------ | ---------------------------------- | ---- | --------- |
| Goud   | Steve Lysak Steve Macknowski       | USA  | 55:55.4   |
| Zilver | Václav Havel Jiří Pecka            | TCH  | 57:38.5   |
| Brons  | Georges Dransart Georges Gandil    | FRA  | 58:00.8   |
| 4      | Karl Molnar Viktor Salmhofer       | AUT  | 58:59.3   |
| 5      | Bert Oldershaw William Stevenson   | CAN  | 59:48.4   |
| 6      | Gunnar Johansson Verner Wettersten | SWE  | 1:03:34.4 |

## Dames

### kajak

#### K1 500 m
| rang   | sporter                    | land | tijd   |
| ------ | -------------------------- | ---- | ------ |
| Goud   | Karen Hoff                 | DEN  | 2:31.9 |
| Zilver | Lida van der Anker-Doedens | NED  | 2:32.8 |
| Brons  | Fritzi Schwingl            | AUT  | 2:32.9 |
| 4      | Klára Bánfalvi             | HUN  | 2:33.5 |
| 5      | Ružena Košťálová           | TCH  | 2:38.2 |
| 6      | Sylvi Saimo                | FIN  | 2:38.4 |
| 7      | Anna van Marcke            | BEL  | 2:43.4 |
| 8      | Claire Vautrin             | FRA  | 2:44.4 |

## Medaillespiegel
| rang   | land              | goud | zilver | brons | totaal |
| ------ | ----------------- | ---- | ------ | ----- | ------ |
| 1      | Zweden            | 4    | 0      | 0     | 4      |
| 2      | Tsjecho-Slowakije | 3    | 1      | 0     | 4      |
| 3      | Denemarken        | 1    | 2      | 0     | 3      |
| 3      | Verenigde Staten  | 1    | 2      | 0     | 3      |
| 5      | Finland           | 0    | 1      | 2     | 3      |
| 6      | Noorwegen         | 0    | 1      | 1     | 2      |
| 6      | Canada            | 0    | 1      | 1     | 2      |
| 8      | Nederland         | 0    | 1      | 0     | 1      |
| 9      | Frankrijk         | 0    | 0      | 4     | 4      |
| 10     | Oostenrijk        | 0    | 0      | 1     | 1      |
| totaal | totaal            | 9    | 9      | 9     | 27     |

Parijs 1924 (demonstratie) · 
Berlijn 1936 · 
Londen 1948 · 
Helsinki 1952 · 
Melbourne 1956 · 
Rome 1960 · 
Tokio 1964 · 
Mexico-stad 1968 · 
München 1972 · 
Montréal 1976 · 
Moskou 1980 · 
Los Angeles 1984 · 
Seoel 1988 · 
Barcelona 1992 · 
Atlanta 1996 · 
Sydney 2000 · 
Athene 2004 · 
Peking 2008 · 
Londen 2012 · 
Rio de Janeiro 2016 ·
Tokio 2020 ·
Parijs 2024 ·
Los Angeles 2028
Medaillewinnaars (slalom) · Medaillewinnaars (sprint)
Atletiek · Basketbal · Boksen · Gewichtheffen · Hockey · Kanovaren · Lacrosse (demonstratie) · Moderne vijfkamp · Kunstwedstrijden · Paardensport · Roeien · Schermen · Schietsport · Schoonspringen · Turnen · Voetbal · Waterpolo · Wielersport · Worstelen · Zeilen · Zwemmen